# Halsou
Halsou è un comune francese di 495 abitanti situato nel dipartimento dei Pirenei Atlantici nella regione della Nuova Aquitania. Il suo territorio è bagnato dal fiume Nive.

## Storia

### Simboli
Nello stemma, adottato nel 2001, sono raffigurati il leone con la freccia simbolo del Labourd e un ontano (in francese aulne) con riferimento all'origine del toponimo Halsou, derivato dal basco haltz che significa "luogo dove abbondano gli ontani".

## Società

### Evoluzione demografica
Abitanti censiti